# Синдром на Рейно
Синдромът на Рейно е състояние, засягащо най-често крайниците на тялото – пръстите на ръцете и краката, които изтръпват, избледняват, а впоследствие и посиняват под действието на стресори. Жените страдат по-често от него.
Характеризира се със спазъм на артериите, което води до нарушено кръвообращение и намален приток на кислород и хранителни вещества към засегнатите области. Цветът на кожата се променя. След преминаване на спазъма се възвръща нормалният цвят.